# Călărași (Moldavie)
Pour les articles homonymes, voir Călărași (homonymie).
Călărași une ville du centre de la Moldavie dans la région du Codru, le chef-lieu du raion de Ungheni.

## Géographie
Elle est située sur la rivière Bîc, à environ 40 km en amont et au nord-ouest de la capitale Chișinău.

## Histoire
Le site a été occupé dès l'époque préhistorique. Au Moyen Âge, la localité est mentionnée pour la première fois en 1432–1433 comme paroisse de Tuzara dans des documents du voïvode de Moldavie, Alexandre le Bon. Fortifié par ses successeurs, le village est devenu une bourgade, avec une garnison de cavaliers sur une route qu'empruntaient les envahisseurs Tatars, lorsqu'ils venaient piller la Moldavie : c'est de ces cavaliers (en roumain « Călărași ») que lui viennent ses armoiries et son nom actuel. Les habitants étaient des paysans-soldats libres (Răzeși). Le 28 septembre 1794, le hospodar Mihai Sutu dote la bourgade d'une école primaire et confirme les privilèges de l'« Obștea podgoricească » (guilde des vignerons).
En 1812, la moitié orientale de la Moldavie, désormais appelée « Bessarabie », est rattachée à l'Empire russe. Sous le régime impérial russe, le 21 avril 1873, est inaugurée la gare de chemin de fer. En 1901, après la crise du phylloxéra du XIXe siècle, l'entreprise Saradji commence la production du cognac « Divin » qui, moins cher que le vrai cognac français, s'exporte facilement, grâce au chemin de fer, à Jassy, Bucarest, Odessa, Kiev, Moscou, Saint-Pétersbourg. En 1905, le comte polonais Mateusz Derojinski introduit des cépages français (Chardonnay, Aligoté, Sauvignon blanc, Merlot) et aussi l'Oliver Irsay et le Rkatsiteli, bouturés en conduite haute à l'américaine, crée des vergers et plante des arbres à tonneaux. Lui aussi fait fortune en exportant ses vins dans tout l'Empire russe grâce au chemin de fer. Dès lors la prospérité de la ville est assurée, car Călărași devient la principale commune vinicole du Codru qui est la principale région vinicole de la Bessarabie, elle-même principale région vinicole de l'Empire russe, rôle qu'elle retrouvera sous le régime soviétique (alors que dans le royaume de Roumanie, de 1918 à 1940, elle avait à souffrir la concurrence des autres vignobles de ce pays). En 1959, Călărași devient, sous le nom russifié de ”Kalarach”, une banlieue industrielle de la capitale moldave Chișinău et un chef-lieu de rayon.

## Population
- 1900 : 3 500 habitants
- 2002 : 16 500 habitants

## Économie
La ville est un centre industriel pour l'agroalimentaire, avec une importante conserverie et une laiterie, ainsi que pour la viticulture, avec notamment l'élaboration du cognac « Divin ».

## Culture
La ville est le siège de l'orchestre folklorique Ciobănaș et l’origine de l’équipe de football Codru Călărași fondée en 1992 et transférée en 1998 dans la capitale Chișinău.

## Jumelages
- Călărași (Roumanie) depuis 1991
- Villefranche-sur-Saône (France) depuis 1996
- Dve-Moguili (Bulgarie) depuis 2010

## Personnages connus
- Dumitru Rusu, sculpteur
- Gheorghe Ceremuș, compositeur
- Vasile Dub, musicien, chanteur, acteur, metteur en scène du groupe folklorique Ciobănaș et du théâtre de la ville. Un admirateur et un passionné de la culture populaire, né le 28 février 1942 à Lipnic, raion d’Ocnița. Études scolaires à Soroca puis Institut des Arts Grigore Musicescu de Chișinău. Marié, deux enfants. Décédé le 22 juillet 2006.